# Wright R-790 Whirlwind
Le Wright R-790 Whirlwind est un moteur d'avion en étoile à neuf cylindres, refroidi à l'air, conçu par la Wright Aeronautical Corp., offrant une cylindrée totale d'environ 12,9 litres et d'environ 150 kW. Ce sont les premiers modèles de la série des moteurs Wright Whirlwind.

## Conception et mise au point
Le R-790 Whirlwind est issu du Lawrance J-1, un moteur en étoile à neuf cylindres refroidi à l'air, développé dès 1921 par la Lawrance Aero Engine Co. pour l'U.S. Navy. La Marine américaine s’enthousiasmait des possibilités ouvertes par les moteurs à refroidissement à air, qu'elle jugeait plus appropriés à son usage que les moteurs à refroidissement à eau. Lawrance n'était cependant qu'un petit constructeur, et la Marine estimait qu'elle ne pourrait lui fournir suffisamment de moteurs. Malgré de multiples relances de la Marine, les principaux motoristes américains, Wright and Curtiss, étaient confiants dans leurs moteurs à refroidissement à eau, et ne voyaient pas l'intérêt de fabriquer des modèles à refroidissement à air. 
En tant que gros client, la Marine décida de leur forcer la main en invitant les Ets Wright à racheter Lawrance pour produire seuls le J-1, en ajoutant que l'armée n'achèterait plus désormais des anciens modèles, ni même de pièces détachées. Aussi, afin de conserver son client, Wright dut racheter Lawrance en 1923, et c'est ainsi que le moteur Lawrance J-1 devint le Wright J-1. Lorsque Lawrance fusionna avec Wright, elle venait de mettre au point le modèle J-2, version plus puissante grâce à un alésage plus grand et une cylindrée supérieure ; mais Lawrance estimait que le J-1 était suffisamment grand, et le modèle J-2 ne passa jamais à la phase de production : il n'en existe que deux exemplaires.
Pendant plus de deux ans, Wright améliora le moteur J-1, donnant naissance aux modèles J-3, J-4, J-4A et J-4B. Ces améliorations portaient sur la fiabilité du moteur, son refroidissement et sa consommation en essence, mais en laissant la conception de base, les dimensions et les performances inchangées.
Le J-4 fut le premier modèle à porter le surnom de Whirlwind. Le J-5 Whirlwind, apparu en 1925, marque une révision complète du moteur qui améliore nettement le refroidissement et l'admission, facteurs décisifs pour la fiabilité et la réduction de consommation. Les changements les plus visibles sont l'écartement des soupapes, permettant un moindre échauffement de l'air, et un chemisage complet des soupapes et des culbuteurs, auparavant exposés aux impuretés.
Le gouvernement américain réserva plus tard l'appellation de « moteur R-790 » au J-5 Whirlwind, à l'exception des modèles antérieurs.
Tous ces moteurs avaient un alésage de 11,4 cm, une course de piston de 14 cm et une cylindrée de 12,9 l.
Dans un rapport de 1928 sur l'aviation transcontinentale, l'auteur signale qu'un appareil commercial typique à cinq places coûte 12 500 $ dont 5 000 $ pour l'un des 350 moteurs Whirlwind de 200 CV disponibles cette année-là. Le J-5 est le dernier modèle de la série des Whirlwind à neuf cylindres. Dès 1928, il sera remplacé par la version à sept cylindres, le Whirlwind J-6.

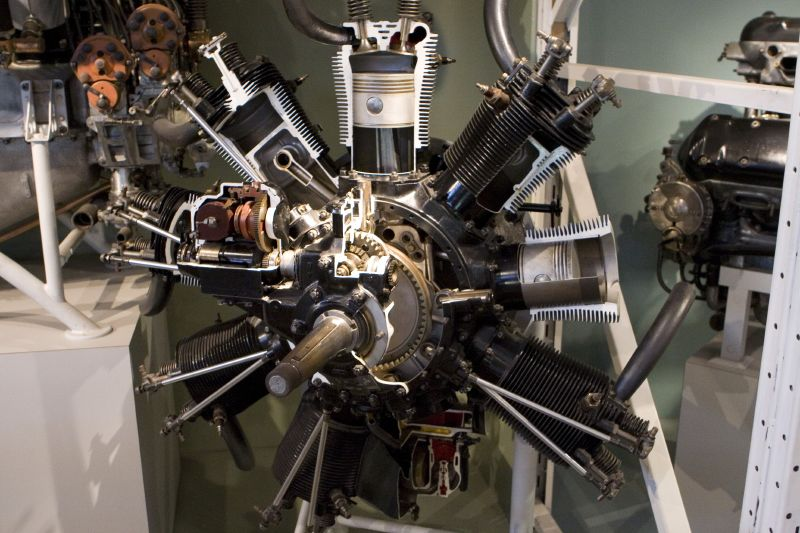
Coupe partielle d'un Wright J-4B au Musée de l'aviation du Canada
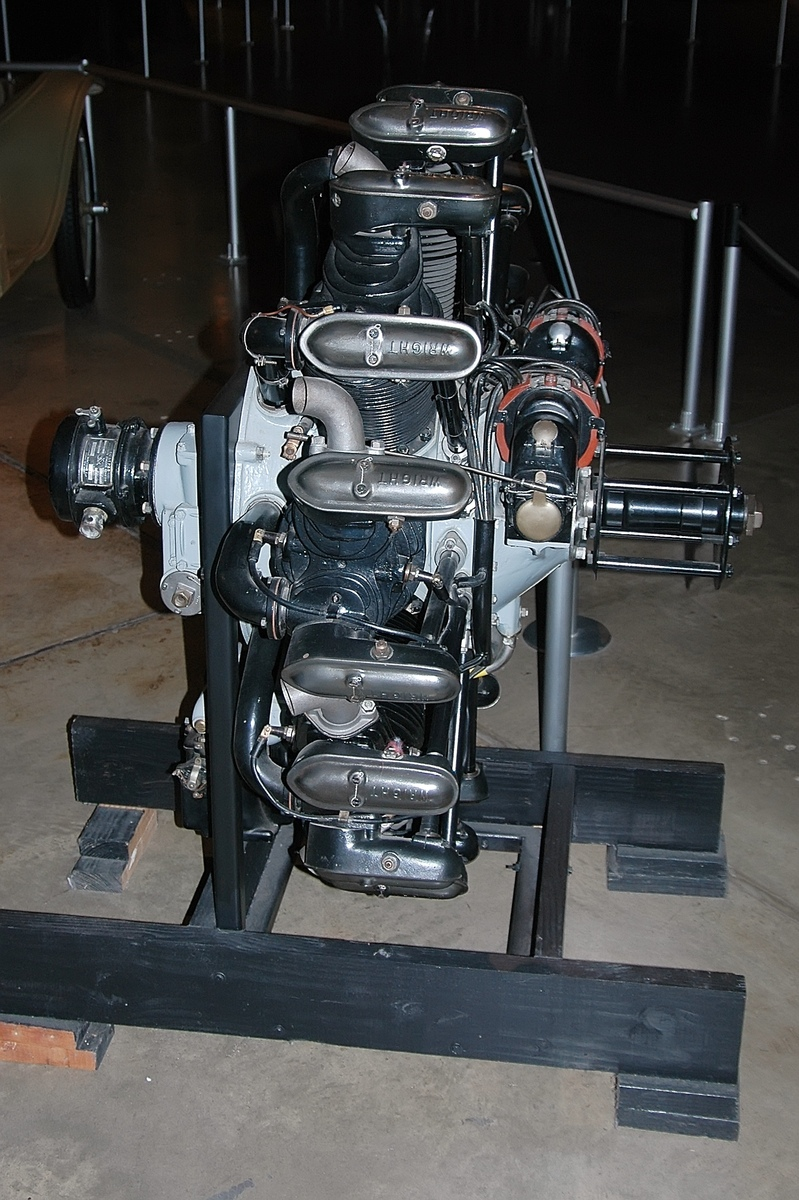
Vue de côté d'un R-790 (J-5) au musée de l'USAF

## Applications

### États-Unis
- Boeing NB-1
- Buhl-Verville CA-3 Airster (J-4)
- Buhl-Verville CA-3A Airster (J-5)
- Consolidated NY-1 and NY-2
- Consolidated O-17
- Consolidated PT-3
- Curtiss AT-5 and AT-5A Hawk
- Curtiss N2C-1 Fledgling
- Fairchild FC-2
- Fokker F.VIIA-3m and F.VIIB-3m
- Fokker Universal (Model 4)
- Ford Trimotor 4-AT-A and -B
- Keystone Pronto
- Lockheed Vega 1
- Naval Aircraft Factory N3N-1 Canary
- New Standard D-25
- Pitcairn PA-5 Mailwing and PA-6 Super Mailwing
- Ryan B-1 Brougham
- Spirit of St. Louis
- Stearman NS-1
- Stearman C2B and C3B
- Stinson Detroiter SB-1 and SM-1
- Stinson Junior SM-2AB
- Swallow New Swallow
- Texas-Temple Aero C-4
- Texas-Temple Commercial Wing
- Travel Air 4000
- Vought FU
- Vought UO
- Waco 10-W (ASO) and 10-T (ATO)

### Aviation polonaise avec moteurs de fabrication polonaise
- Bartel BM-5d
- Lublin R-XIII
- PWS-18
- PWS-26
- PZL Ł.2

### Autres pays
- Heinkel HD.20
- Nieuport-Delage NiD 640

Le J-5 Whirlwind était produit en France sous licence par Hispano-Suiza.

## Records
La Marine américaine a utilisé différents moteurs Whirlwind, le plus souvent sur les appareils d’entraînement ou d'observation, mais parfois sur des chasseurs. Avec l'amélioration des moteurs et une réputation jamais démentie de fiabilité, leur emploi gagna l'armée de l'air américaine et même l'aviation civile, y compris les premiers modèles de longs-courriers Fokker Trimotor et de Ford Trimotor.
La fiabilité du J-5 Whirlwind incita les aviateurs de s'en servir pour battre des records de distance ou d'endurance. Le plus célèbre d'entre eux est bien sûr Charles Lindbergh, dont le vol transatlantique en solitaire entre New York et Paris, du 20 au 21 mai 1927, s'est effectuée à bord du Spirit of St. Louis, avion équipé d'un Whirlwind J-5C. Au cours de ce vol, le moteur a tourné sans arrêt pendant 33 heures et demie. L'exploit de Lindbergh acheva de consacrer la réputation du Whirlwind.
Plusieurs autres records historiques ont été battus à avec des appareils équipés du J-5 Whirlwind:
- Clarence Chamberlin et Bert Acosta battent le record de vol d'endurance dans la région de  New York avec un vol de 51 heures, 11 minutes, 25 secondes, à bord d'un Wright-Bellanca WB-2 monomoteur, au mois d'avril 1927.
- Clarence Chamberlin et Charles Levine ont relié d'une traite New York et Eisleben, en Allemagne, à bord du même Wright-Bellanca, du 4 au 6 juin 1927 ; le vol a duré 42 heures 30 (6 310 km).
- Le premier vol réussi depuis la Californie (Oakland (Californie)) et les îles Hawaï (Honolulu) est accompli entre le 28 et le 29 juin 1927 par Albert Hegenberger et Lester Maitland, à bord d'un Fokker C-2 Bird of Paradise ; ce vol de 3 860 km a duré 25 heures 50 minutes.
- La première traversée de l'océan Pacifique est accomplie, entre le 31 mai et le 9 juin 1928 par Charles Kingsford Smith à bord d'un Fokker Trimotor Southern Cross entre Oakland et Brisbane (Australie), avec des étapes à Hawaï et aux îles Fidji. LA traversée de Hawaï aux îles Fidji a pris 34 heures 30 minutes pour plus de 5 000 km à travers l'océan.

## Modèles exposés dans les musées
Certains musées possèdent des exemplaires du J-5 Whirlwind (ou de ses équivalents militaires, les R-790) :
- National Air and Space Museum à Washington, D.C.[7].
- National Museum of the United States Air Force près de Dayton, dans l’Ohio[8],[9],[10].  (Ce moteur, représenté ci-dessus, est l'un des trois qui a servi au Bird of Paradise lors de son vol vers Hawaï.)
- National Museum of Naval Aviation près de Pensacola[11].
- EAA AirVenture Museum d'Oshkosh, Wisconsin[12].
- Old Rhinebeck Aerodrome à Rhinebeck, New York[13].

Aussi exposé à l'aéroport de San Francisco International Airport, Terminal International.
Il est difficile de trouver des modèles de Whirlwind plus anciens dans les musées. Le National Museum of Naval Aviation possède deux J-4, dont l'un ouvert. Le New England Air Museum de Windsor Locks, Connecticut, possède un Lawrance J-1, le prédécesseur direct  du Whirlwind,.

## Voir également

### Développement lié
Wright Whirlwind

### Variantes
- Wright J-6-5/R-540
- Wright J-6-7/R-760
- Wright J-6-9/R-975